# Scenopinus zambianus
Scenopinus zambianus är en tvåvingeart som beskrevs av Kelsey 1973. Scenopinus zambianus ingår i släktet Scenopinus och familjen fönsterflugor.
Artens utbredningsområde är Zambia. Inga underarter finns listade i Catalogue of Life.